# Hermann Wendel

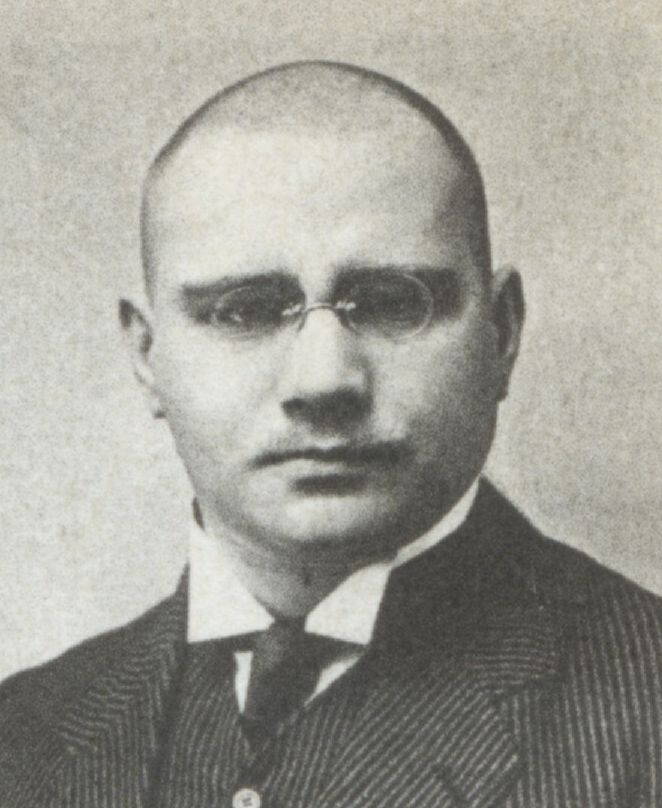
Hermann Wendel, Pseudonym u. a. AME, als Reichstagsabgeordneter 1912

 Carl Max Ludwig Hermann Wendel (* 8. März 1884 in Metz, Deutsches Reich; † 3. Oktober 1936 in Saint-Cloud bei Paris) war ein deutscher Politiker, Historiker, Balkanforscher, Journalist und Schriftsteller. Pseudonym Leo Parth.

## Leben
Wendel wurde im lothringischen Metz als Sohn eines preußischen Beamten geboren. Während seines Studiums in der Philosophie und Geschichte an der Universität München war er Mitglied des literarisch-kulturellen Vereins Das jüngste Elsaß. Wendel war seit 1904 Mitglied der SPD und ein Verfechter der deutsch-französischen Verständigung. Franz Mehring berief Wendel als Redakteur an die Leipziger Volkszeitung. Von 1910 bis 1918 war er Stadtverordneter in Frankfurt am Main und 1912 bis 1918 SPD-Reichstagsabgeordneter im Wahlkreis Sachsen 9 (Freiberg, Hainichen). Nach dem Tode von Ludwig Frank, der sicb freiwillig zur Armee gemeldet hatte, meldete sich auch Wendell freiwillig  zum Kriegsdienst. Am 4. August 1914 stimmte er mit der Mehrheit der Sozialdemokratie der ersten von weiteren Kriegsanleihen zu.
Während der Novemberrevolution leitete Wendel zeitweilig das Presse-, Nachrichten- und Zensurwesen des Frankfurter Arbeiterrats, 1919 war er vorübergehend stellvertretender Frankfurter Polizeipräsident.
Er war ein glänzender Stilist und redigierte in seiner Frankfurter Zeit von 1908 bis 1913 das Feuilleton der dortigen Volksstimme. Während der Balkankriege weilte er als Korrespondent des Vorwärts in Serbien, wo er die serbische Sprache und Kultur kennenlernte. 1933 musste er als Sozialist aus Deutschland emigrieren. Er floh nach Frankreich und betätigte sich als Mitarbeiter des sozialdemokratischen Exilorgans Neuer Vorwärts. Er verstarb in Saint-Cloud bei Paris als Exilant. Er wurde auf dem Friedhof Père-Lachaise begraben.
Neben Schriften über die Arbeiterbewegung veröffentlichte Wendel zahlreiche historisch-politische und ethnografische Werke über Südslawen. Er zählt neben Gerhard Gesemann, Josef Matl und Alois Schmaus zu den bedeutenden Vertretern der deutschen Serbokroatistik.

## Ehrungen
- In Frankfurt-Bockenheim wurde 1947 die Hermann-Wendel-Straße nach ihm benannt.
- 1929 Ehrendoktorwürde der Universität Belgrad[5]

## Werke

### Selbstständige Veröffentlichungen
- Rosen ums Schwert. Lyrik, Berlin 1903.
- Sozialdemokratie und antikirchliche Propaganda. Ein erweiterter Vortrag. Verlag der Leipziger Buchdruckerei AG, Leipzig 1907 (Digitalisat).
- Die preußische Polenpolitik in ihren Ursachen und Wirkungen. Vorwärts, Berlin 1908. SLUB[6]
- Paul Louis: Geschichte des Sozialismus in Frankreich Aus dem Franz. übertr. und mit Anm. vers. von Hermann Wendel. J. H. W. Dietz, Stuttgart 1908. (=Internationale Bibliothek 43) Digitalisierte Sammlungen der Staatsbibliothek zu Berlin
- Francisco Ferrer. Ein Kapitel Reaktion und Inquisition. Maier & Co., Frankfurt am Main 1909 (Digitalisat).
- Frankfurt a. M. von der großen Revolution bis zur Revolution von oben (1789–1866). Volksstimme, Frankfurt am Main 1910.[7]
- August Bebel. Ein Lebensbild für deutsche Arbeiter. Vorwärts, Berlin 1913. Archive.org[8][9]
- Zabern! Militäranarchie und Militärjustiz. Rede des Reichtstagsabgeordneten Hermann Wendel am 13. Januar 1914 im Saalbau zu Offenbach am Main. Maier & Co., Frankfurt am Main 1914 (Digitalisat).
- Weltkrieg und Sozialdemokratie. Eine Rede an die Freiberger Wähler am 5. Mai 1915. Kaden, Dresden 1915. SLUB
- Elsaß-Lothringen und die Sozialdemokratie. Singer, Berlin 1916 (Digitalisat).
- Heinrich Heine. Ein Lebens- und Zeitbild. Mit einem Bildnis des Dichters nach einer Zeichnung von S. Friedrich Diez und der Wiedergabe eines Briefes Heines an Marx. Kaden, Dresden [1916]. Digitalisat
- Südosteuropäische Fragen. S. Fischer, Berlin 1918. MDZ Reader
- Makedonien und der Friede. Musarion-Verlag, München 1919. MDZ Reader
- Heinrich Heine und der Sozialismus. Paul Cassirer, Berlin 1919. MDZ Reader
- Aus und über Südslawien. Vorwärts, Berlin 1920.
- Aus dem südslawischen Risorgimento. Perthes, Gotha 1921.
- Neues Deutschland, neues Europa. Rede, gehalten am 12. Juni 1921 im Schumanntheater in Frankfurt am Main. Union-Dr. u. Verl.-Anst., Abt. Buchh. Volksstimme, Frankfurt a. M. 1921. MDZ Reader
- Kreuz und quer durch den slawischen Süden. Von Marburg bis Monastir, von Belgrad bis Buccari, Krainer Tage. Frankfurter Societäts-Druckerei, Frankfurt am Main 1922.
  - Digitalisat des Werkes aus der University of Michigan Library
  - Digitalisat des Werkes aus der Universitätsbibliothek Kiel
- Von Belgrad bis Buccari. Eine unphilosophische Reise durch Westserbien, Bosnien, Hercegovina, Montenegro und Dalmatien. Frankfurter Societäts-Druckerei, Frankfurt am Main 1922. Travels in Southeastern Europe
- August Bebel. Eine Lebensskizze. Verlag für Sozialwissenschaften, Berlin 1923.
- Die Habsburger und die Südslawenfrage. Kohn, Belgrad und Leipzig 1924. Digitalisat der Bayerischen Staatsbibliothek
- Otto von Corvin. Ein Leben voller Abenteuer. Hrsg. und eingeleitet von Hermann Wendel, 2 Bände. Frankfurter Societäts-Druckerei, Frankfurt am Main 1924
  - Digitalisat Band 1
  - Digitalisat Band 2
- Der Kampf der Südslawen um Freiheit und Einheit. Frankfurter Societäts-Druckerei, Frankfurt am Main 1925 (Digitalisat).
  - Borba Jugoslovena za slobodu i jedinstvo. Belgrad 1925.
- Heinrich Heine. Ein Lebens- und Zeitbild. Mit einem Bildnis des Dichters und Wiedergabe eines Briefes an Karl Marx. Ausgew. und hrsg. von Hermann Wendel. Berlin 1926.
- Aus der Welt der Südslawen. Politisches, Historisches, Sozialistisches, nebst zwei Südslawienfahrten u. Nachdichtungen südslawischer Lyrik. J. H. W. Dietz Nachf., Berlin 1926.
- Der Rhein. Deutschlands oder Europas Strom? Vortrag gehalten auf einer Sondertagung des Politischen Arbeiter-Seminars für das Rheinland am 27. August 1927, in der Fürstenhalle zu Rüdesheim am Rhein. Union-Druckerei und Verlagsanstalt, Frankfurt am Main 1927 (Digitalisat).
- Bismarck und Serbien im Jahre 1866. Auf Grund der Akten des Auswärtigen Amts zu Berlin, des Haus-, Hof- und Staatsarchivs zu Wien und des Serbischen Staatsarchivs zu Belgrad. Otto Stollberg, Verl. für Politik und Wirtschaft, Berlin 1927. Digitalisat der Bayerischen Staatsbibliothek
- Danton. Ernst Rowohlt, Berlin 1930.
  - Danton. Constable, London 1936. Archive.org
- Jugenderinnerungen eines Metzers.  Librairie de la Mésange, Strasbourg 1934.(Digitalisat).
- Die Marseillaise. Biographie einer Hymne. Europa Verlag, Zürich 1936.
- Unter der „Coupole“. Die Paris-Feuilletons Hermann Wendels, 1933-1936. Hrsg. und kommentiert von Lutz Winckler. M. Niemeyer Verlag, Tübingen 1995. ISBN 978-3-11-093981-1

### Artikel (Auswahl)
- Ein lyrischer Gesellschaftsrevolutionär aus der französischen Moderne. In: Sozialistische Monatshefte. 9.–11. Jg. (1905), Heft 7, S. 612–616. FES
- Über Heinrich Mann. In: Sozialistische Monatshefte. - 9–11 Jg. (1905), Heft 10, S. 884–891. FES
- Zur Chemnitzer Reichsstagsnachwahl. In: Die Neue Zeit. Wochenschrift der deutschen Sozialdemokratie. 24. Jg. (1905–1906), 1. Band (1906), Heft 22, S. 733–736. FES
- Modernes Kunstgewerbe und Volkswirtschaft. In: Die Neue Zeit. Wochenschrift der deutschen Sozialdemokratie.  24. Jg. (1905–1906), 2. Band (1906), Heft 39, S. 409–416. FES
- Eine Umwälzung der Kriegstechnik. In: Die Neue Zeit. Wochenschrift der deutschen Sozialdemokratie. 26. Jg. (1907–1908), 1. Band (1908), Heft 14, S. 476–480. FES
- Die albanische Frage.  In: Die Neue Zeit. Wochenschrift der deutschen Sozialdemokratie. 29. Jg. (1910–1911), 2. Band (1911), Heft 42, S. 540–546. FES
- Der türkisch-italienische Krieg. Die Neue Zeit. Wochenschrift der deutschen Sozialdemokratie. 30. Jg. (1911–1912), 1. Band (1912), Heft 3, S. 65–72. FES
- Balkankrieg.  In: Die Neue Zeit. Wochenschrift der deutschen Sozialdemokratie. 31. Jg. (1912–1913), 1. Band (1913), Heft 2, S. 41–45. FES
- Jules Vallès. In: Die Neue Zeit. Wochenschrift der deutschen Sozialdemokratie. 31. Jg. (1912–1913), 1. Band (1913), Heft 56, S. 105–111. FES
- Lassalle in Frankfurt. In: Die Neue Zeit. Wochenschrift der deutschen Sozialdemokratie.  31. Jg. (1912–1913), 2. Bd.(1913), Heft 33, S. 241–244. FES
- Südslawien und Europa. In: Sozialistische Monatshefte. 30. Jg. (1924), Heft 12, S. 752–756. FES
- Marxism and the Southern Slav Question. In: The Slavonic Review. 2. Jg. (1924), Heft 5, S. 289-307. JSTOR
- Goethe. Zu seinem 100. Todestag. In: Arbeiterjugend, 24. Jahrgang (1932), Heft 3 (März), S. 90–92 (Digitalisat).
- 55 Texte über Paris schrieb Wendel für Pariser Tageblatt und Straßburger Neue Nachrichten die „Paris“ Feuilletons.  Lutz Winckler zählt sie zu den bedeutendsten Paris-Artikeln der deutschsprachigen Emigration nach 1933.[10]